# Molave
Molave é um município de  primeira classe de renda municipal (d) na província Zamboanga do Sul, nas Filipinas. De acordo com o censo de 1 de maio  de  2020 possui uma população de 53 140 pessoas e 11 937 domicílios.